# 辺呂
辺呂（朝鮮語: 변려）は、高麗の文官であり、朝鮮氏族の黄州辺氏の始祖である。中国隴西出身。
中国宋が滅亡すると、高麗に帰化して黄州に定着した。1232年にモンゴル軍が高麗に侵攻し、江華島に脱出した高宗を支えたことから上将軍に任命され、泰川伯に封じられた。
辺有寧（長淵辺氏の始祖）の玄孫と言われ、辺呂の玄孫辺順が1268年に元に帰国して瀋陽の千戸侯に封ぜられ、その孫が1352年に魯国公主（高麗の第31代王恭愍王の妃）の師父として高麗に入国した高麗末期の武将邊安烈（原州邊氏の始祖）である。